# C/2009 X15
C/2009 X15 – kometa jednopojawieniowa odkryta na zdjęciach SOHO przez Michała Kusiaka. Została odkryta 13 grudnia 2009 roku. Należy do grupy komet Kreutza.